# Eugen Adam

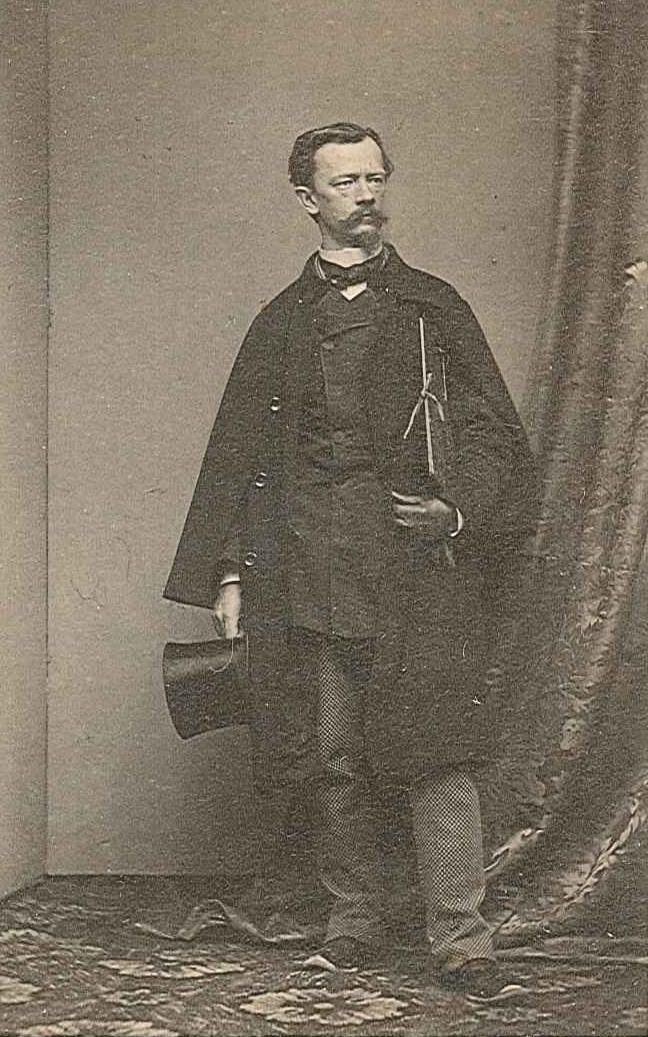
Eugen Adam. Kabinettfotografie

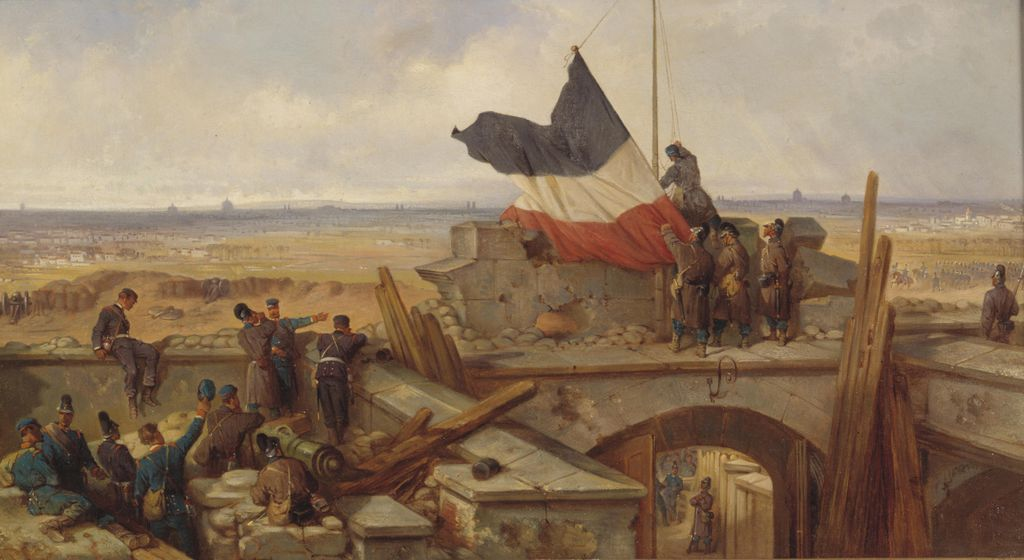
Aufhissen der deutschen Fahne auf dem Fort Vanves vor Paris, gemalt 1878

Eugen Adam (* 22. Januar 1817 in München; † 6. Juni 1880 ebenda) war ein deutscher Historien-, Genre- und Schlachtenmaler.

## Leben
Eugen Adam, der dritte Sohn des Malers Albrecht Adam. Er wurde wie seine Brüder von seinem Vater in der Malerei unterrichtet. In seiner Jugend lithographierte er viele Gemälde seines Vaters. Später behandelte als Schlachtenmaler besonders kriegerische Episoden und Genreszenen, zu welchen er während des italienischen Feldzugs 1848 und 1849 die Studien gesammelt hatte. Er hielt sich bis 1856 in Italien auf und malte danach in München Bilder aus dem Kriegs-, Volks- und Jagdleben, zuletzt aus dem Deutsch-Französischen Krieg.
Mit seinem Bruder Franz gab er auf Stein gezeichnete Erinnerungsblätter an den italienischen Feldzug heraus, die von seinem Bruder Julius, der Lithograf war, gedruckt wurden.
Im Frühjahr 1880 malte er sein letztes Gemälde, Ein Schäfer vor einem Kruzifix betend. Er starb am 6. Juni 1880 in München. Aus seinem Nachlass wurde die über 200 Blätter fassende Sammlung von Handzeichnungen aus dem Deutsch-Französischen Krieg vom bayerischen Staat für das königliche Kupferstichkabinett erworben.

## Grabstätte

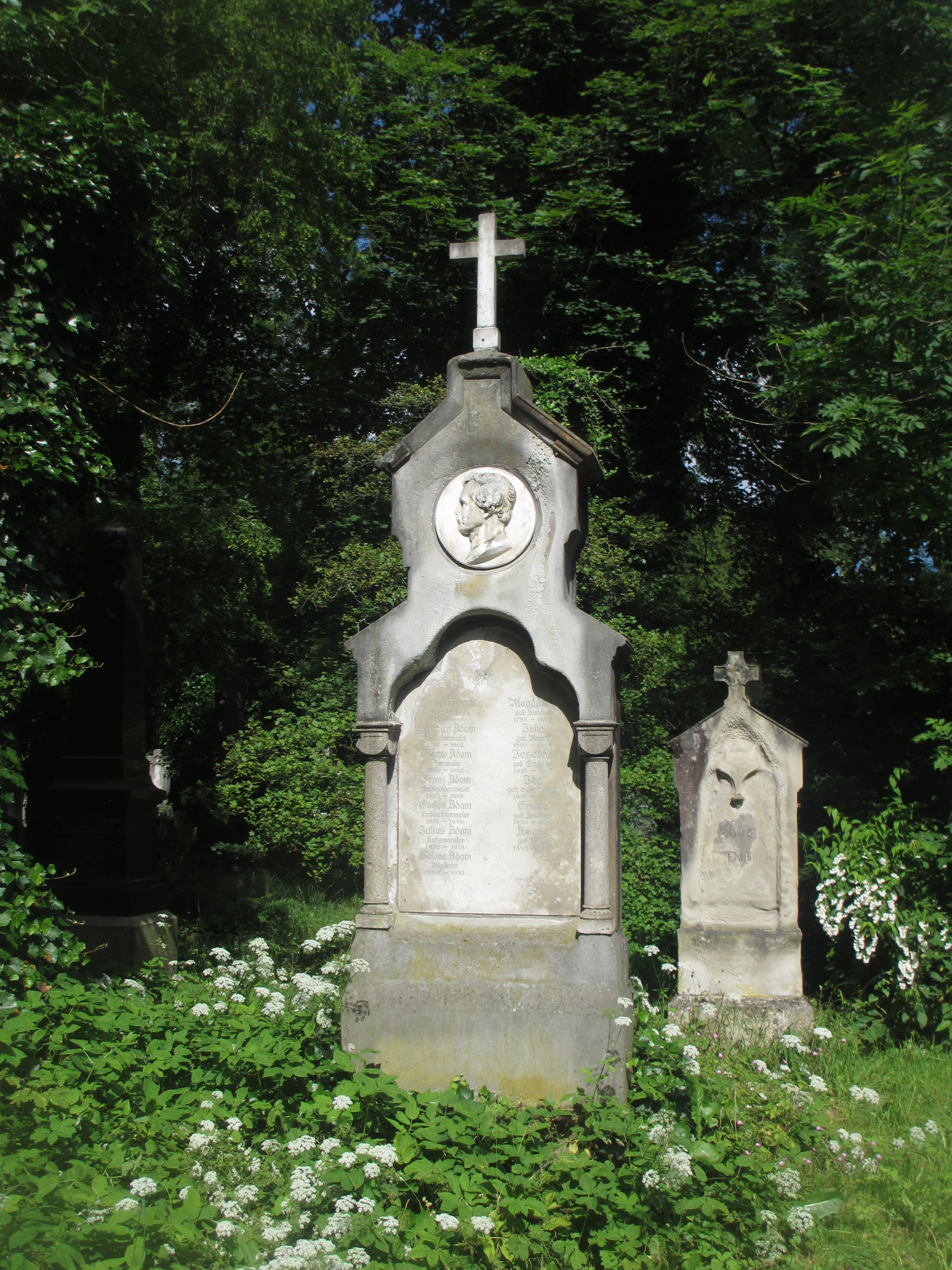
Grab von Eugen Adam auf dem Alten Südlichen Friedhof in München

Die Grabstätte von Eugen Adam befindet sich auf dem Alten Südlichen Friedhof in München (Gräberfeld 27 – Reihe 1 – Platz 25/26) Standort.
In dem Grab befinden sich weitere Mitglieder der Familie Adam.